# Mikael Sandy
Björn Mikael Sandy (* 16. Juli 1982 in Leksand) ist ein ehemaliger schwedischer Snowboarder. Er startete in den Disziplinen Halfpipe und Big Air.

## Werdegang
Sandy, der für den Leksands SBK startete, nahm im Februar 2003 in München erstmals am Snowboard-Weltcup der FIS teil und errang dabei den sechsten Platz im Big Air. In der Saison 2004/05 erreichte er mit Platz fünf in Tandådalen seine beste Platzierung im Weltcup und kam damit auf den 13. Platz im Halfpipe-Weltcup. Bei den Snowboard-Weltmeisterschaften 2005 in Whistler belegte er den 18. Platz in der Halfpipe. In der folgenden Saison errang er mit vier Top-Zehn-Platzierungen den 35. Platz im Gesamtweltcup sowie den siebten Rang im Halfpipe-Weltcup. Dabei wiederholte er in Furano mit Rang fünf seine beste Platzierung im Weltcup. Bei seiner einzigen Teilnahme an Olympischen Winterspielen im Februar 2006 in Turin kam er auf den 36. Platz im Halfpipe. Im folgenden Jahr belegte er bei der Winter-Universiade in Bardonecchia den 16. Platz in der Halfpipe und bei den Weltmeisterschaften in Arosa den 34. Platz im Big Air sowie den 32. Rang in der Halfpipe. Seinen 29. und damit letzten Weltcup absolvierte er im Oktober 2008 in Saas-Fee, welchen er auf dem 57. Platz in der Halfpipe beendete. Zudem wurde er in den Jahren 2007 und 2009 schwedischer Meister in der Halfpipe.

## Teilnahmen an Weltmeisterschaften und Olympischen Winterspielen

### Olympische Winterspiele
- 2006 Turin: 36. Platz Halfpipe

### Snowboard-Weltmeisterschaften
- 2005 Whistler: 18. Platz Halfpipe
- 2007 Arosa: 32. Platz Halfpipe, 34. Platz Big Air

## Weltcup-Gesamtplatzierungen
| Saison  | Gesamt | Gesamt | Halfpipe | Halfpipe |
| Saison  | Punkte | Platz  | Punkte   | Platz    |
| ------- | ------ | ------ | -------- | -------- |
| 2002/03 | –      | –      | 400      | 45.      |
| 2003/04 | –      | –      | 555      | 33.      |
| 2004/05 | –      | –      | 1200     | 13.      |
| 2005/06 | 2140   | 35.    | 2140     | 7.       |
| 2006/07 | 80     | 224.   | 80       | 72.      |
| 2007/08 | 270    | 177.   | 270      | 50.      |
| 2008/09 | 13     | 376.   | 13       | 128.     |